# Tsogtbadsaryn Enchdschargal
Tsogtbadsaryn Enchdschargal (mongolisch Цогтбазарын Энхжаргал; * 6. April 1981) ist eine mongolische Ringerin.
Enchdschargal begann im Jahr 1999 mit dem Ringen. Der internationale Durchbruch gelang ihr im Mai 2001 während der Ostasienspiele in Osaka, bei denen sie in der Gewichtsklasse bis 51 Kilogramm Fünfte wurde. Diese Leistung bestätigte sie zwei Wochen später mit der Silbermedaille in der Gewichtsklasse bis 46 Kilogramm bei den im heimischen Ulaanbaatar ausgetragenen Asienmeisterschaften.
2004 nahm Enchdschargal in Athen erstmals an Olympischen Sommerspielen teil und erreichte in der Gewichtsklasse bis 48 Kilogramm den achten Platz.
Ihre bislang größten sportlichen Erfolge sind die Bronzemedaille bei der Weltmeisterschaft 2005 und der Sieg bei den Asienmeisterschaften 2004 und 2007.